# Lasianthus harveyanus
Lasianthus harveyanus là một loài thực vật có hoa trong họ Thiến thảo. Loài này được King & Gamble mô tả khoa học đầu tiên năm 1904.